# Betula alba
Betula alba (alba = vit) är ett äldre vetenskapligt (latinskt) namn för björk, där alba står för trädets vita stam. Detta namn myntades av Linné, men har sedermera förkastats, eftersom det var en sammanblandning av två arter, vårtbjörk och glasbjörk.
Linnés Betula alba anses numera omfatta två olika arter – glasbjörk och vårtbjörk. Det tidigare latinska artnamnet kan även ses som synonym till vårtbjörk (som vanligen benämns som Betula pendula).

## Källhänvisningar
1. ↑    i Nationalencyklopedins nätupplaga. Läst 11 mars 2015.